# Pentagonia grandiflora
Pentagonia grandiflora är en måreväxtart som beskrevs av Paul Carpenter Standley. Pentagonia grandiflora ingår i släktet Pentagonia och familjen måreväxter. Inga underarter finns listade i Catalogue of Life.